# Carcelia singgalangia
Carcelia singgalangia là một loài ruồi trong họ Tachinidae.